# Virus viêm não California
California encephalitis orthobunyavirus (Virus viêm não California) là virus gây viêm não ở người, được phát hiện ở Hạt Kern, California. Viêm não là tình trạng viêm cấp tính của não, ban đầu xuất hiện triệu chứng nhỏ như đau đầu, đến các triệu chứng nghiêm trọng hơn như co giật. Muỗi đóng vai trò là vật mang mầm bệnh và vì lý do này, virut này được gọi là virut arbovirus (virut do arthropod).
Virus viêm não California thuộc họ vi rút Bunyaviridae. Virus La Crosse thuộc cùng một chi với virus viêm não California, cũng gây viêm não ở Hoa Kỳ. Các loại virus khác có triệu chứng bệnh tương tự nhưng không liên quan đến di truyền bao gồm: Viêm não St. Louis và Virus Tây sông Nile.

## Triệu chứng và dấu hiệu
Thời gian ủ bệnh viêm não California thường là 3 đến 7 ngày. Giai đoạn triệu chứng sớm 1 đến 4 thường xảy ra trước khi bắt đầu viêm não, biểu hiện là sốt, ớn lạnh, buồn nôn, nôn mửa, nhức đầu và đau bụng.
Viêm não được đặc trưng bởi sốt, buồn ngủ và mất tỉnh táo và không định hướng. 50% trẻ em bị co giật. Khó vận động và liệt, phản xạ không đều và bất thường ở 20% trẻ em. 10% bệnh nhân rơi vào trạng thái hôn mê.
Tổng thời gian mắc bệnh hiếm khi vượt quá 10 đến 14 ngày. Cơn co giật tái phát xảy ra ngay cả sau khi bệnh nhân hết ốm xảy ra ở 20% bệnh nhân, đặc biệt là những người bị co giật trong thời gian bị bệnh cấp tính. Ở người lớn, nhiễm trùng không có triệu chứng, có nghĩa là bệnh nhân là người mang mầm bệnh, nhưng không có triệu chứng hoặc chỉ bị bệnh sốt nhẹ.
Tỷ lệ tử vong là dưới 1% và hầu hết bệnh nhân bị viêm não lâm sàng đều hồi phục hoàn toàn. Có tới 20% bệnh nhân để lại di chứng về hành vi hoặc co giật tái phát.

## Sinh lý bệnh
Nhiễm ban đầu do virut và sự lây lan ban đầu của virut gây ra các triệu chứng cơ năng như đau đầu và sốt. Sự lây lan thứ cấp và sự nhân lên của virus trong hệ thần kinh trung ương gây ra các triệu chứng như cứng cổ, uể oải và co giật. Sau đó, nó có thể dẫn đến viêm não, làm tổn thương các tế bào thần kinh, ảnh hưởng đến dẫn truyền tín hiệu của não đến cơ thể.
Sau khi virus xâm nhập vào cơ thể thông qua muỗi đốt, virus trải qua quá trình sao chép cục bộ tại vị trí da nơi virus xâm nhập vào cơ thể. Virus nhân đôi chủ yếu ở gan, lá lách và các hạch bạch huyết. Với sự nhân lên liên tục của virus, một sự lây lan thứ cấp xảy ra, trên hệ thần kinh trung ương. Không phải tất cả các trường hợp đều đạt đến giai đoạn này, tùy thuộc vào hiệu quả của sự nhân lên của virus ở các giai đoạn khác nhau và mức độ lây lan của virus. Virus viêm não California xâm nhập hệ thần kinh trung ương thông qua các tế bào nội mô mao mạch não hoặc đám rối mạch mạc não thất IV.

## Điều trị
Phương pháp điều trị được đưa ra để thăm khám các triệu chứng bệnh nhân đang gặp phải. Ở những bệnh nhân bị bệnh nặng cần phải điều trị hỗ trợ như thở máy. Steroid được sử dụng để giảm sưng não và viêm. Thuốc an thần được dùng để giảm sự khó chịu hoặc bồn chồn. Acetaminophen được sử dụng khi bệnh nhân cho sốt và đau đầu. Thuốc chống co giật được sử dụng để ngăn ngừa co giật. Nếu chức năng não bị ảnh hưởng nghiêm trọng, các can thiệp như vật lý trị liệu và trị liệu ngôn ngữ có thể cần thiết sau khi kiểm soát bệnh.

## Dịch tễ học
Các yếu tố ảnh hưởng đến việc truyền và kiểm soát viêm não do arbovirus nói chung, bao gồm: mùa, vị trí địa lý, tuổi bệnh nhân và khí hậu khu vực. Có khoảng 75 trường hợp được báo cáo mỗi năm. Ở Mỹ, tỷ lệ xảy ra cao nhất là ở các bang miền Trung, phía tây, với hầu hết các trường hợp xảy ra vào cuối mùa hè đến đầu mùa thu. Các hoạt động ngoài trời, đặc biệt là trong các khu vực rừng, có liên quan đến tăng nguy cơ nhiễm trùng.